# Antin
Antin (lokale Aussprache: [ann'ti]) ist eine französische Gemeinde mit 94 Einwohnern (Stand 1. Januar 2022) im Département Hautes-Pyrénées in der Region Okzitanien (vor 2016: Midi-Pyrénées). Sie gehört zum Arrondissement Tarbes und zum Kanton Les Coteaux.
Die Einwohner werden Antinois und Antinoises genannt.

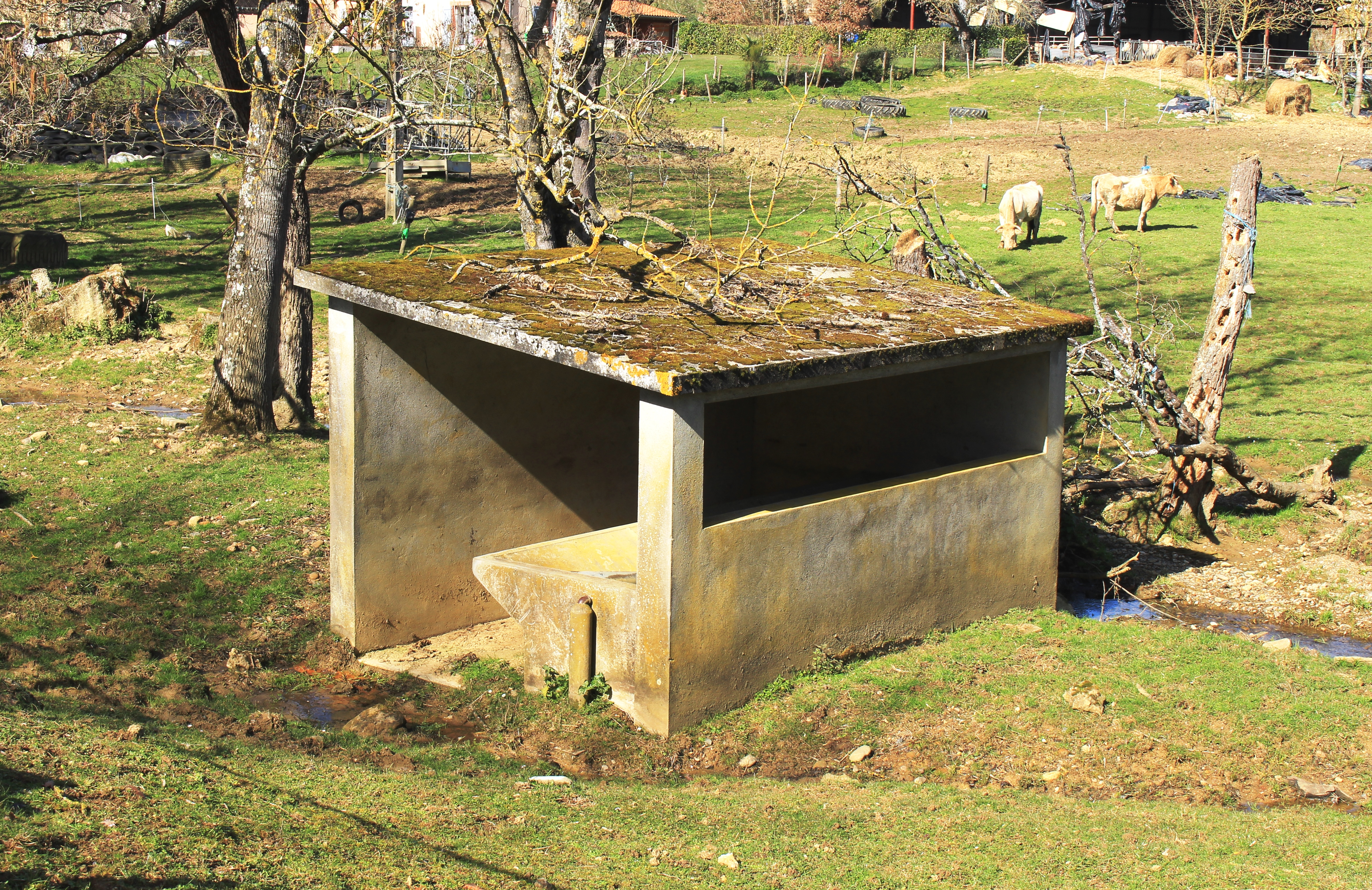
Waschhaus

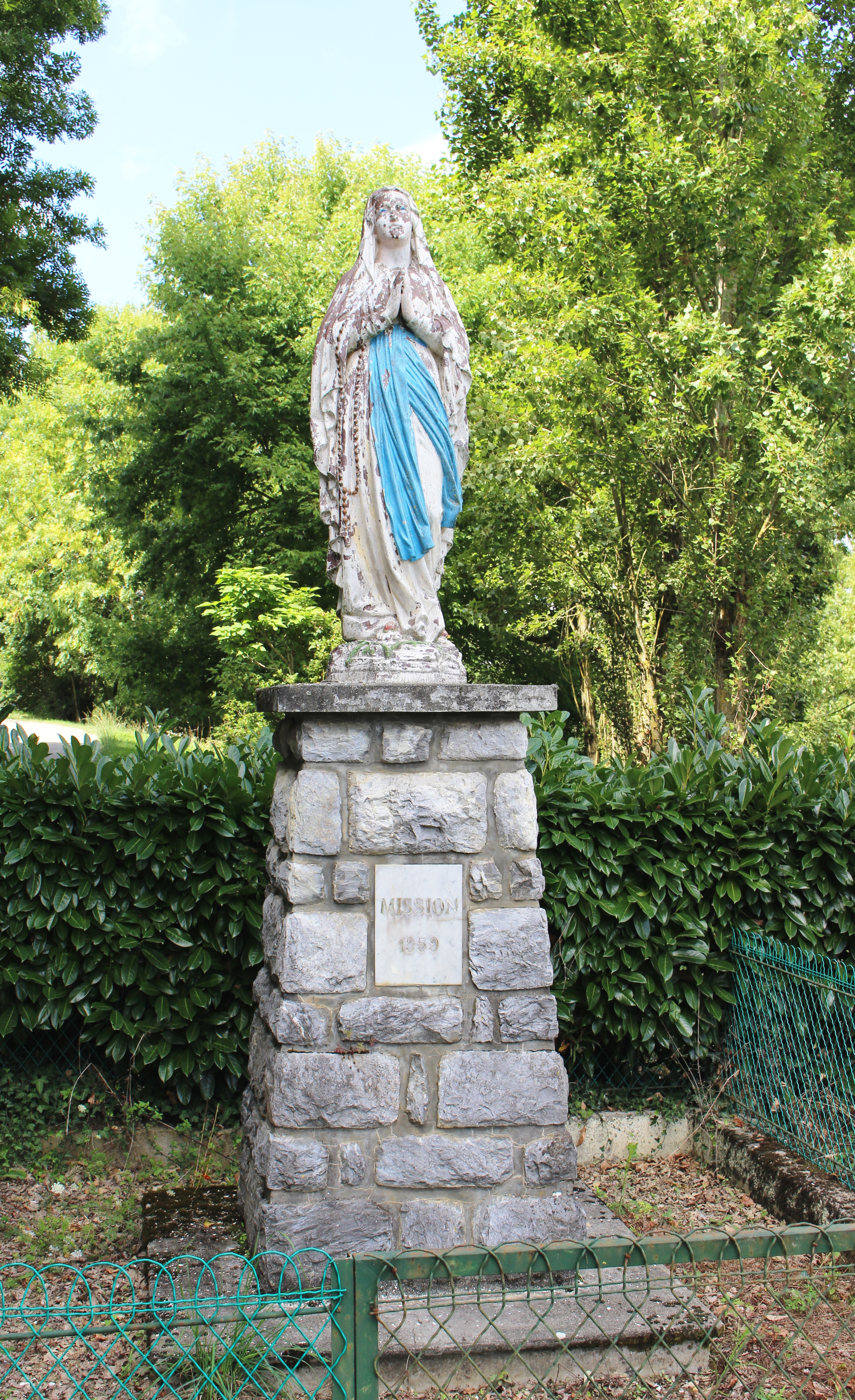
Marienstatue

## Geographie
Antin liegt circa 21 Kilometer nordöstlich von Tarbes in der historischen Grafschaft Bigorre am nördlichen Rand des Départements.
Umgeben wird Antin von den sieben Nachbargemeinden:
| Bouilh-Devant    | Mazerolles                                  | Bernadets-Debat |
| Trouley-Labarthe | Kompassrose, die auf Nachbargemeinden zeigt | Lapeyre         |
| Osmets           | Lubret-Saint-Luc                            |                 |

Antin liegt im Einzugsgebiet des Flusses Adour.
Der Bouès, ein Nebenfluss des Arros, markiert die Grenze zu den östlichen Nachbargemeinden Bernadets-Debat und Lapeyre. Seine Nebenflüsse durchqueren das Gebiet der Gemeinde:
- der Sarraillé,
- der Milieu, der in Antin entspringt und dort zu einem See aufgestaut wird, und
- der Ruisseau d’Antin, der in Antin entspringt und an der Grenze zur nördlichen Nachbargemeinde Mazerolles verläuft.

Außerdem wird Antin von der Ribère, einem Nebenfluss des Lurus, bewässert.

## Geschichte
Die Entdeckung von Objekten der Frühgeschichte belegen eine frühe Besiedelung der Gegend. Im Jahre 1958 wurden Fragmente einer Schatzkammer aus dem dritten Jahrhundert in einer Mauer entdeckt.

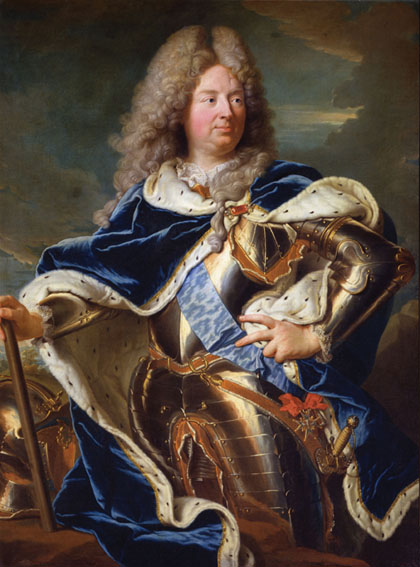
Louis Antoine de Pardaillan, Herzog von Antin. Gemälde aus der Werkstatt von Hyacinthe Rigaud

Antin gehörte zur Grafschaft Bigorre und wurde Sitz eines Baronats, das 1060 (nach anderen Angaben 1110) zuerst erwähnt wurde. Dieses war im Besitz der Familie Pardaillan, die jedoch ihren Wohnsitz schon vor 1400 nicht mehr im Ort nahm. Der Feldmarschall Antoine Arnaud de Pardaillan wurde 1615 zum Marquis erhoben. Sein Urenkel Louis Antoine de Pardaillan de Gondrin wurde wegen seiner militärischen Verdienste 1711 zum Herzog von Antin und Pair von Frankreich ernannt. Diese Herrschaft vereinigte verschiedene Baronien und Ländereiren und bestand bis 1757. 1790 kam der Ort zum Kanton Trie des Departement Hautes-Pyrénées.

## Toponymie
Der okzitanische Name der Gemeinde heißt ebenfalls Antin. Es gibt vielerlei Theorien über seine Herkunft. Wahrscheinlich stammt er von dem Eigennamen Antinus, der wiederum seine Herkunft in Ante und dem Suffix -inus hat. Ante ist ein Name im Bigorre während des Mittelalters. Oder er leitet sich direkt von lat. Antinius, romanisch: Antenius ab., Spitznamen der Gemeinde lauten Los tistalhaires, Los tisteraires oder Los tistalhères (deutsch die Korbflechter) und Los hèrra-lèbes (deutsch die, die Hasen ködern).
Toponyme und Erwähnungen von Antin waren:
- Antii und Anti (gegen 1110, Kopialbuch der Grafschaft Bigorre),
- Anti  (1207, Kopialbuch von Berdoues),
- Comdebo d’Antin (1217, Kopialbuch von Berdoues),
- Petrus de Antino (1283, Prozess im Bigorre),
- De Antino (1300, Erhebung im Bigorre),
- De Antino (1313, Steuerliste der Könige von Navarra),
- De Antino (1342, Kirchenregister von Tarbes),
- Antin (1750, Karte von Cassini).[6][7]

## Einwohnerentwicklung
1695 zählte die Gemeinde 31 Feuerstellen. Mit dem Beginn der Aufzeichnungen am Ende des 18. Jahrhunderts hatte die Einwohnerzahl einen Höchststand von rund 510. In der Folgezeit sank die Größe der Gemeinde insbesondere zu Beginn des 20. Jahrhunderts und nach dem Ende des Ersten Weltkriegs bei kurzen Erholungsphasen, ein Trend, der bis heute anhält.
| Jahr      | 1962 | 1968 | 1975 | 1982 | 1990 | 1999 | 2006 | 2011 | 2022 |
| --------- | ---- | ---- | ---- | ---- | ---- | ---- | ---- | ---- | ---- |
| Einwohner | 191  | 179  | 170  | 150  | 131  | 136  | 111  | 128  | 94   |

## Sehenswürdigkeiten

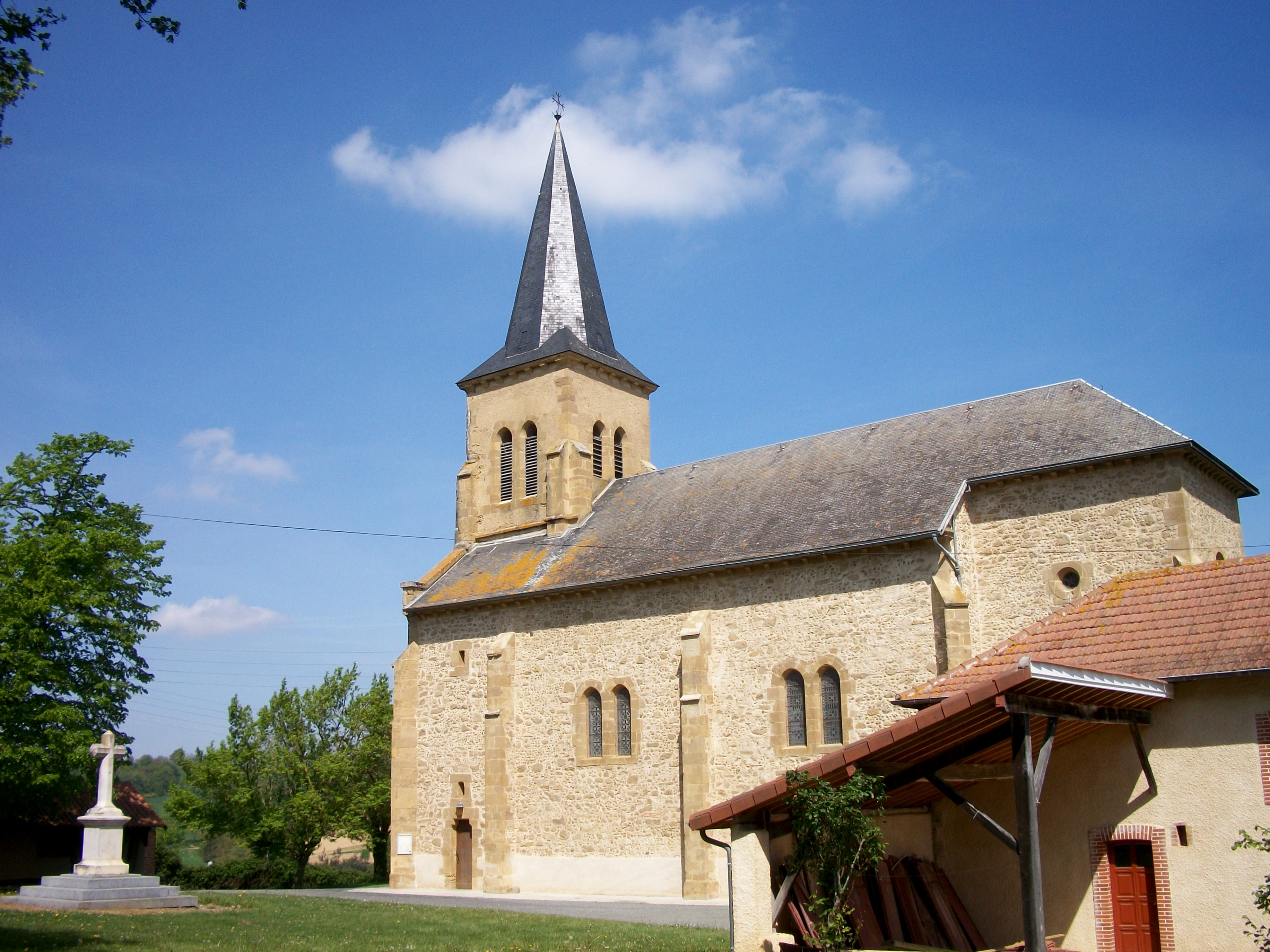
Pfarrkirche Saint-Martin

### Pfarrkirche Saint-Martin
Die Kirche und das Pfarrhaus stammen aus dem 19. Jahrhundert.

### Frühere Burg
Eine aus Stein gebaute Burg befand sich auf dem Gebiet der Gemeinde. Die Barone von Antin verließen sie im 14. Jahrhundert, um in Bonnefont zu wohnen. Im Jahre 1650 war die Burg zerfallen. Ein dicker runder Turm, der mit Schießscharten bewehrt war und auf einer kleinen Motte errichtet worden war, war noch bis 1856 vorhanden. Außerhalb der Burg, aber innerhalb des Grabens, befanden sich Weinstöcke und eine Wiese.

## Wirtschaft und Infrastruktur

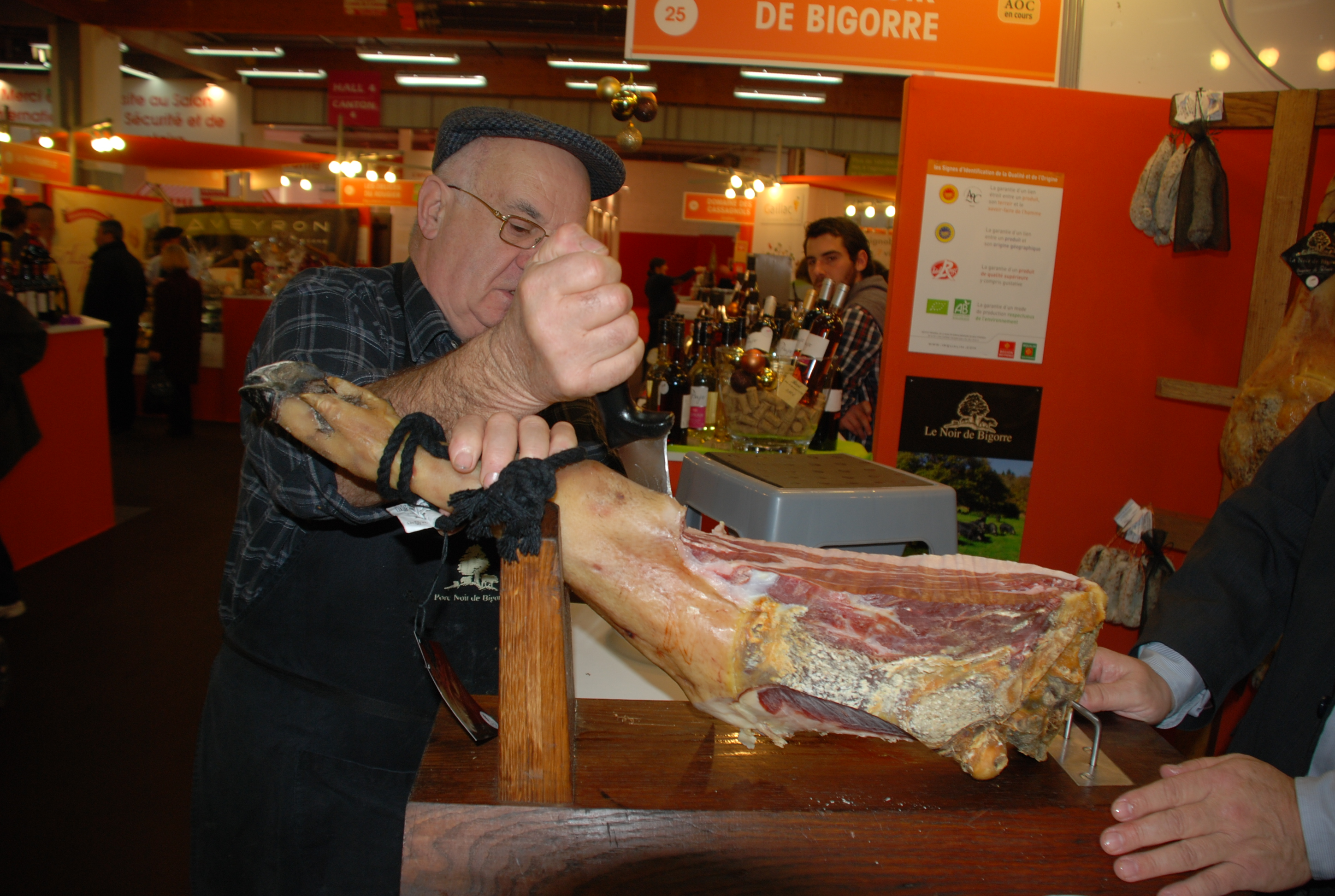
Noir de Bigorre-Schinken

Antin liegt in den Zonen AOC der Schweinerasse Porc noir de Bigorre und des Schinkens Jambon noir de Bigorre.

### Verkehr
Antin wird durchquert von den Routes départementales 6 und 11.